# Cuscusera

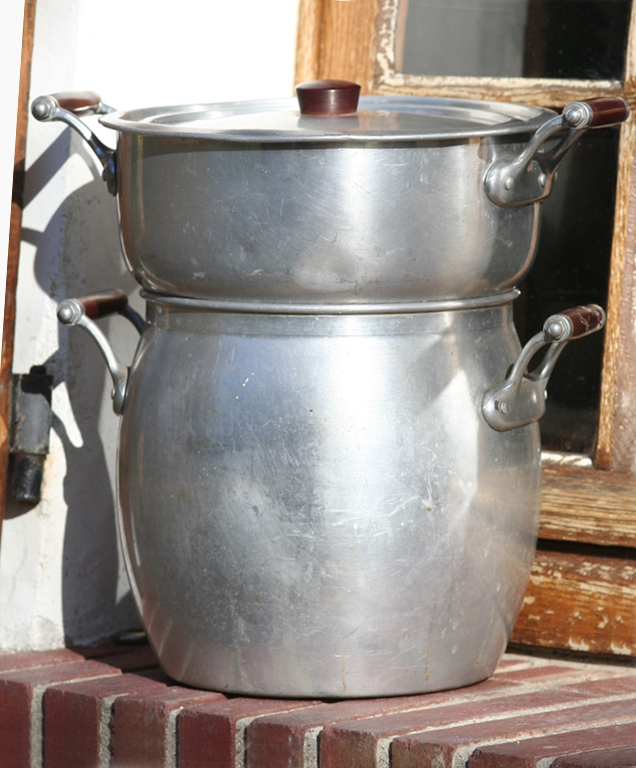
cuscusera no tradicional de aluminio- la tradicional es de barro.

La cuscusera (denominado también como alcuzcucero) es el recipiente de cocina donde se prepara el cuscús al vapor, es un utensilio muy empleado en las cocinas del Magreb. 

## Características
Es un utensilio de cocina que antiguamente se hacía de barro, pero que en la actualidad es, generalmente, de aluminio o acero inoxidable. Está compuesto de dos piezas encajadas una sobre la otra: 
- Marga - es el recipiente inferior que es una especie de olla de caña alta que es en la que se pone el agua que se pondrá a hervir desprendiendo vapor. Este recipiente inferior se suele aprovechar para cocer otros alimentos que posteriormente se sirven junto con el cúscus. A veces se emplea un caldo en lugar de agua para proporcionar al cuscús un aroma.
- Mafaradda - es el recipiente superior, de caña menor que el inferior, es el que contiene el cuscús. Se caracteriza por tener una serie de perforaciones en su base (en forma de colador), de tal forma que el vapor que desprende la olla inferior pasa a través de las perforaciones a la superior. Este recipiente de la parte superior se denomina a veces también: alcuzcucero o kiskās.

Existen alcuscuseros mixtos, con la marga metálica y la mafaradda de barro terracota. No obstante ambos recipientes tienen asas para que puedan ser manipulados ambos recipientes durante la preparación del cuscús.

## Operación
Para hacer funcionar la cuscusera se llena la marga con agua o caldo hasta que quede el nivel unos centímetros por debajo de la parte inferior perforada de la mafaradda (no debe llegar el nivel de agua a tocar), se encajan ambas piezas y se ponen los granos de sémola (cuscús) en la mafaradda. Se pone a calentar a fuego rápido hasta que hierva, en ese momento a fuego medio. La cocción suele durar una hora y media, durante este proceso se suele remover el cuscús de la parte inferior para que el vapor se exponga homogéneamente a todo el cuscús.